# Jus cogens
Jus cogens (direito cogente) são as normas peremptórias (AO 1990:  peremptórias ou perentórias ) imperativas do direito internacional, inderrogáveis pela vontade das partes.
A primeira referência a estes princípios imperativos do direito internacional foi feita por Francisco de Vitória.
Os art.º 53º e 64º da Convenção de Viena sobre o Direito dos Tratados referem de que forma o jus cogens vigora na sociedade internacional.
Definido pelo célebre artigo 53 da Convenção de Viena de 1969 sobre o Direito dos Tratados como sendo formado de normas imperativas de Direito Internacional geral, consideradas como tais pela comunidade internacional dos Estados em seu conjunto, e às quais nenhuma derrogação é possível. Aceita de forma geral, a noção apresenta uma grande importância, ao menos no plano simbólico, pois ela testemunha a "comunitarização" do Direito Internacional.
| “ | A norma do jus cogens é aquela norma imperativa de Direito Internacional geral, aceita e reconhecida pela sociedade internacional em sua totalidade, como uma norma cuja derrogação é proibida e só pode sofrer modificação por meio de outra norma da mesma natureza. | ” |

Objeto de intensas pesquisas e debates na Europa e Estados Unidos, após o advindo da Convenção de Viena sobre Direito dos Tratados, o tema do jus cogens recebeu um tratamento específico no Brasil, através de obra monográfica que transita pela idéia embrionária, pelo conceito adotado, pela opinião da doutrina e pelas manifestações jurisprudenciais acerca das normas imperativas de Direito Internacional. Tatyana Scheila Friedrich
Um exemplo reconhecido de "jus cogens" é a Declaração Universal dos Direitos Humanos da ONU de 1948, que apesar de não ser uma norma formalmente cogente, já que não é um tratado, possui obrigatoriedade material, uma vez que foi votada na assembleia geral das nações unidas. [carece de fontes?]